# Ctenium sesquiflorum
Ctenium sesquiflorum är en gräsart som beskrevs av Clayton. Ctenium sesquiflorum ingår i släktet Ctenium, och familjen gräs. Inga underarter finns listade i Catalogue of Life.